# 2020년 키움 히어로즈 시즌
2020년 키움 히어로즈 시즌은 키움 히어로즈가 KBO 리그에 참가한 2번째 시즌으로, 우리 히어로즈, 서울 히어로즈, 넥센 히어로즈 시절까지 합하면 13번째 시즌이다. 손혁 감독이 팀을 맡았으나 시즌 막판 자진 사퇴 형식의 경질로 물러났고, 김창현 감독 대행이 남은 시즌을 맡았는데 수비형으로 영입한 외국인선수 모터가 타율 0.114의 빈약한 타율로 고전을 면치 못한 데다  여자친구가 한국 정부의 자가격리 방침에 불만을 토로하는 SNS 게시물을 올리면서 팬들도 등을 돌려 시즌 중 퇴출된 데 이어 브리검이 5월 22일 등판 이후 팔꿈치 통증으로 7월 중순까지 자리를 비웠지만 복귀 후 곧바로 통증이 재발해 한 달을 더 재활했고 같은 해 8월 이승호 요키시 (이상 좌완) 최원태 (우완)의 어깨부상까지 이어져 선발진이 제대로 돌아가지 못했으며 7월 말부터 합류한 내야수 러셀이 타율 0.254 2홈런 31타점의 초라한 성적을 남긴 데다 박병호도 9월 손등 미세골절로 빠져 중심타선의 헐거움을 느껴야 했다. 주장은 김상수가 맡았다. 팀은 시즌 막판까지 kt 위즈, 두산 베어스, LG 트윈스와 2위 싸움을 했으나, kt에 1경기, 두산과 LG에 반 경기 차로 밀려 5위까지 떨어진 후 포스트시즌에 진출했다. 이후 와일드카드 결정전에서 LG 트윈스에게 연장 승부 끝에 승리를 내주며 한 경기 만에 탈락했으며 1군은 대만 가오슝, 2군은 대만 타이난에서 훈련했다.

## 코치
- 나이트, 오윤, 조재영, 강병식, 홍원기, 마정길, 김지수, 박도현

## 타이틀
- KBO 골든글러브: 김하성 (유격수), 이정후 (외야수)
- 매직글러브: 김혜성
- 조아제약 프로야구대상 최고구원투수상: 조상우
- 조아제약 프로야구대상 조아바이톤상: 이정후
- 스포츠서울 올해의 수비: 김혜성
- 한국갤럽 선정 가장 좋아하는 한국인 야구선수: 이정후 (3위), 박병호 (7위)
- 올스타 선발: 조상우 (마무리투수), 김하성 (유격수), 이정후 (외야수 1위)
- OSEN 선정 야구인 2세 베스트 라인업: 이정후 (중견수)
- 컴투스프로야구 선정 2020 주요 라인업: 요키시 (선발투수), 조상우 (마무리투수), 김하성 (유격수)
- 2루타: 이정후 (49)
- 볼넷: 서건창 (91)
- 세이브: 조상우 (33)
- 세이브포인트: 조상우 (38)
- 평균자책점: 요키시 (2.14)
- 구원승: 양현 (8)
- 견제 아웃: 박동원 (4)

### 퓨처스리그
- 2루타: 임지열 (19)
- 북부리그 출장(타자): 이명기 (77)
- 북부리그 득점: 임지열 (48)
- 북부리그 안타: 임지열 (80)
- 북부리그 타점: 이명기 (48)
- 북부리그 사구: 김수환, 박주홍 (7)
- 북부리그 세이브: 박관진 (5)

## 선수단
- 선발투수 : 요키시, 브리검, 한현희, 이승호, 최원태, 조영건, 정대현
- 구원투수 : 안우진, 이영준, 양현, 양지율, 김선기, 문성현, 김태훈, 김상수, 임규빈, 김재웅, 박주성, 조성운, 김정인, 김정후, 신재영, 오주원, 김성민
- 마무리투수 : 조상우, 김동혁, 차재용, 박관진, 박승주, 윤정현
- 포수 : 박동원, 이지영, 김재현, 주효상
- 1루수 : 박병호, 김웅빈, 김수환
- 2루수 : 김혜성, 러셀, 김은성, 문찬종, 김병휘
- 유격수 : 김하성
- 3루수 : 전병우, 김주형, 모터
- 좌익수 : 허정협, 이택근, 박주홍, 김규민
- 중견수 : 박준태, 임병욱, 변상권, 박정음
- 우익수 : 이정후, 임지열, 송우현
- 지명타자 : 서건창

## 특이 사항
- 이정후는 2루타 49개를 치며 역대 단일 시즌 최다 2루타 기록을 세웠다.
- 주효상은 6월 18일에는 롯데 자이언츠를 상대로 대타로 나와 끝내기 안타를 쳤고, 6월 19일에는 SK 와이번스를 상대로 대타로 나와 첫 타석에 끝내기 안타를 쳐 KBO 리그 사상 최초의 대타 연타석 끝내기를 달성했다.
- 9월 9일 SK 와이번스와의 경기에서 팀은 16개의 볼넷을 골라내 한 경기 단일 팀 최다 볼넷 기록을 세웠다.
- 변상권은 이 시즌 1군에 데뷔하여 KBO 리그 역대 1군 출전 선수 중 첫 인천재능대학교 출신 타자가 되었다.
- 김혜성은 정확히 wRC+ 100.0을 기록했다.
- 와일드카드 결정전을 김창현 감독대행 체제에서 치름에 따라 김창현 감독대행은 감독이 아닌 신분으로 와일드카드 결정전에서 팀을 이끈 KBO 리그의 최초의 인물이 되었다.

## 같이 보기
- 2021년 키움 히어로즈 시즌